# Robert van Boxel
Robert van Boxel (Zwanenburg, 20 januari 1983) is een Nederlandse voetballer, die speelt als verdediger.
Van Boxel debuteerde in het betaalde voetbal voor PSV in de met 7-0 gewonnen thuiswedstrijd tegen Excelsior uit Rotterdam. Hij viel hier in voor Johann Vogel. Hij tekende in maart 2009 een contract tot aan de zomer van 2011 bij SC Cambuur, dat hem transfervrij overnam van MVV.
Op woensdag 27 juni 2012 maakte Sparta Rotterdam bekend drie nieuwe spelers voor het seizoen 2012-2013 te hebben aangetrokken: behalve Van Boxel waren dat middenvelders Danny Buijs en Jens van Son. Van Boxel tekende voor drie seizoenen op Het Kasteel.
FC Lisse maakte in april 2015 bekend Van Boxel te hebben aangetrokken voor het volgende seizoen.

## Clubstatistieken
| Seizoen | Club             | Competitie     | Duels | Goals |
| ------- | ---------------- | -------------- | ----- | ----- |
| 2002/03 | PSV              | Eredivisie     | 1     | 0     |
| 2003/04 | ADO Den Haag     | Eredivisie     | 12    | 0     |
| 2004/05 | AGOVV Apeldoorn  | Eerste divisie | 24    | 1     |
| 2005/06 | AGOVV Apeldoorn  | Eerste divisie | 31    | 3     |
| 2006/07 | MVV              | Eerste divisie | 12    | 1     |
| 2007/08 | MVV              | Eerste divisie | 35    | 9     |
| 2008/09 | MVV              | Eerste divisie | 31    | 4     |
| 2009/10 | SC Cambuur       | Eerste divisie | 34    | 1     |
| 2010/11 | SC Cambuur       | Eerste divisie | 19    | 0     |
| 2011/12 | SC Cambuur       | Eerste divisie | 20    | 2     |
| 2012/13 | Sparta Rotterdam | Eerste divisie | 19    | 1     |
| 2013/14 | → SC Cambuur     | Eredivisie     | 7     | 0     |
| 2014/15 | Sparta Rotterdam | Eerste divisie | 17    | 1     |
| Totaal  | Totaal           | Totaal         | 262   | 23    |

- Bijgewerkt tot 23 april 2015